# Schwimmkrabben
Die Schwimmkrabben (Portunidae) sind eine Familie der Krabben.

## Merkmale
Für Schwimmkrabben typisch ist das zu einer Schwimmextremität umgewandelte fünfte Beinpaar mit deutlich abgeflachtem und extrem verbreitertem, blattförmigem Endglied (Dactylus). Auch die anderen Glieder des Beines können je nach Art unterschiedlich stark abgeflacht, verbreitert und verkürzt sein. Zur Oberflächenvergrößerung tragen die Kanten der Extremität außerdem lange Haare. Die Tiere schwimmen, indem sie beim Rückschlag des an ein Paddel erinnernden Beines dem Wasser dessen Breitseite entgegenstemmen, beim Vorschlag dagegen die Längskante.
Solch ein Schwimmbein hat sich auch bei anderen Krabbengruppen konvergent entwickelt (beispielsweise bei den Schamkrabben).

## Verbreitung
Schwimmkrabben leben wie die meisten Krabben im Meer und sind weltweit verbreitet. Einige Arten gehen auch in das Brack- und Süßwasser.

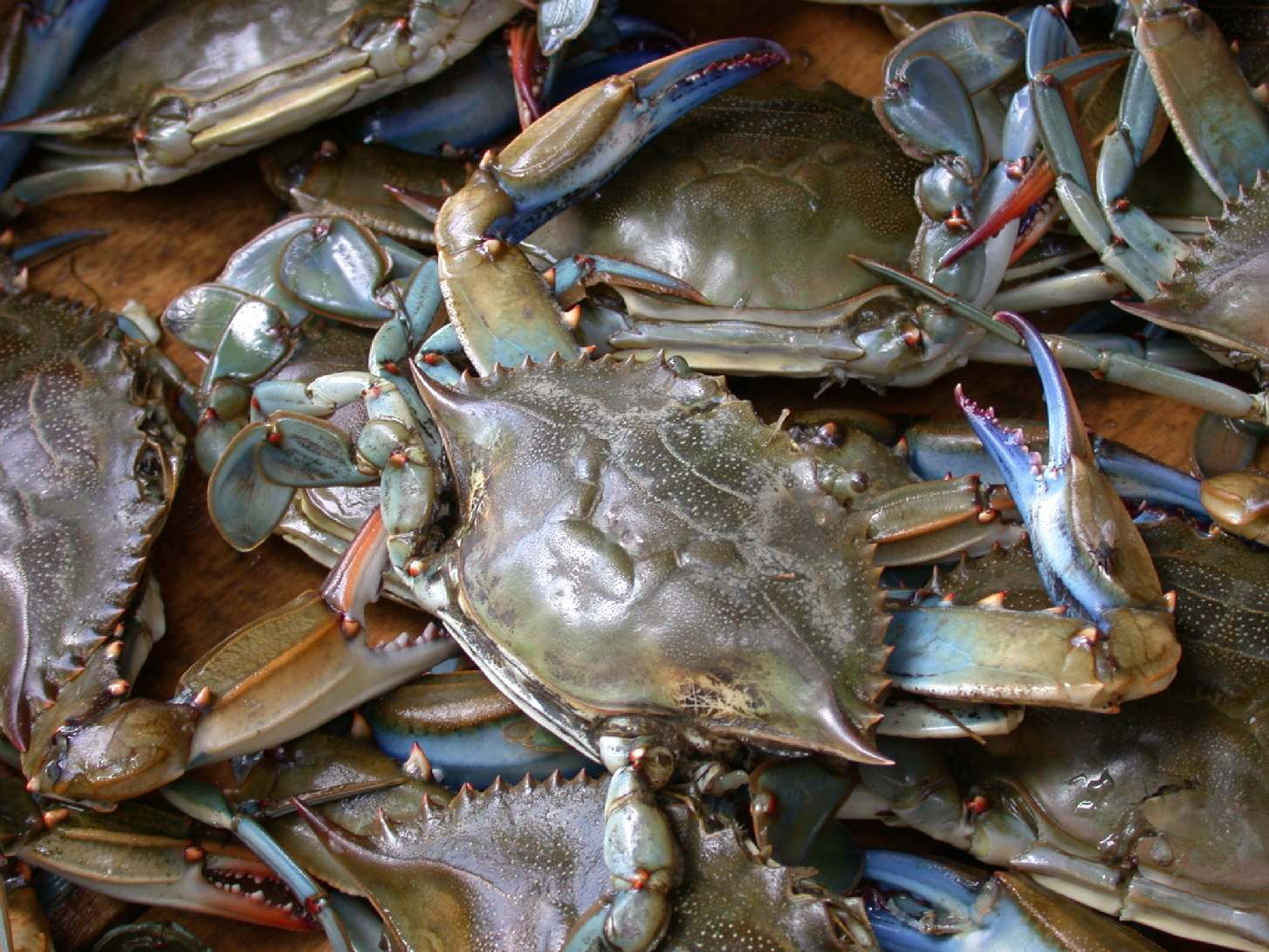
Blaukrabbe (Callinectes sapidus)

## Unterfamilien und Gattungen

### Unterfamilien
Die Familie der Schwimmkrabben umfasst acht Unterfamilien:
- Unterfamilie Achelouinae Spiridonov, 2020
  - Achelous De Haan, 1833 (28 Arten)
- Unterfamilie Carupinae Paulson, 1875
  - Carupa Dana, 1851
  - Catoptrus A. Milne-Edwards, 1870
  - Euronectes Karasawa, Schweitzer & Feldmann, 2008 †
  - Kume Naruse & Ng, 2012
  - Laleonectes Manning & Chace, 1990
  - Libystes A. Milne-Edwards, 1867
  - Pele Ng, 2011
  - Rakosia Müller, 1984 †
  - Richerellus Crosnier, 2003
- Unterfamilie Coelocarcininae Števćić, 1991
  - Coelocarcinus Edmondson, 1930
- Unterfamilie Lupocyclinae Alcock, 1899
  - Lupocycloporus Alcock, 1899
  - Lupocyclus Adams & White, 1849
- Unterfamilie Necronectinae Glaessner, 1928
  - Necronectes A. Milne-Edwards, 1881 †
  - Scylla De Haan, 1833
- Unterfamilie Podophthalminae Dana, 1851
  - Euphylax Stimpson, 1860
  - Paraeuphylax Varela & Schweitzer, 2011 †
  - Pheophthalmus Feldmann, Schweitzer & Encinas, 2010 †
  - Podophthalmus Lamarck, 1801
  - Psygmophthalmus Schweitzer, Iturralde-Vinent, Hetler & Velez-Juarbe, 2006 †
  - Sandomingia Rathbun, 1919 †
  - Saratunus Collins, Lee & Noad, 2003 †
  - Viaophthalmus Karasawa, Schweitzer & Feldmann, 2008 †
  - Vojmirophthalmus Števčić, 2011
- Unterfamilie Portuninae Rafinesque, 1815
  - Acanthoportunus Schweitzer & Feldmann, 2002 †
  - Alionectes Koch, Spiridonov & Ďuriš, 2022
  - Allomonomia Koch, Spiridonov & Ďuriš, 2022
  - Archaeoportunus  Artal, Ossó & Domínguez, 2021 †
  - Arenaeus Dana, 1851
  - Atoportunus Ng & Takeda, 2003
  - Callinectes Stimpson, 1860
    - Blaukrabbe (Callinectes sapidus)

  - Carupella Lenz in Lenz & Strunck, 1914
  - Cavoportunus Nguyen & Ng, 2010
  - Colneptunus Lőrenthey in Lőrenthey & Beurlen, 1929 †
  - Cycloachelous Ward, 1942
  - Eodemus Koch, Spiridonov & Ďuriš, 2022
  - Incultus Koch, Spiridonov & Ďuriš, 2022
  - Monomia Gistel, 1848
  - Persianus Garassino, Pasini, Mirzaie Ataabadi & Nyborg in Garassino, Pasini, Mirzaie Ataabadi, Hadi, Parsazad, Nyborg & Vega, 2024 †
  - Portunus Weber, 1795
    - Große Pazifische Schwimmkrabbe (Portunus pelagicus)
    - Gazami-Krabbe (Portunus trituberculatus)

  - Rathbunites Schweitzer, Dworschak & Martin, 201 †
  - Sanquerus Manning, 1989
  - Trionectes Koch, Spiridonov & Ďuriš, 2022
  - Xiphonectes A. Milne-Edwards, 1873
- Unterfamilie Thalamitinae Paulson, 1875
  - Caphyra Guérin, 1832
  - Charybdis De Haan, 1833
  - Cronius Stimpson, 1860
  - Eocharybdis Beschin, Busulini, De Angeli & Tessier, 2002 †
  - Gonioinfradens Leene, 1938
  - Goniosupradens Davie & Ng, 2024
  - Lessinithalamita De Angeli & Ceccon, 2015 †
  - Lissocarcinus Adams & White, 1849
  - Mioxaiva Müller, 1979 †
  - Thalamita Latreille, 1829
  - Thalamitoides A. Milne-Edwards, 1869
  - Zygita Evans, 2018

### Keiner Unterfamilie zugeordnet
Vier ausgestorbene Gattungen, die nur durch Fossilien bekannt sind, wurden keiner Unterfamilie zugeordnet:
- Agnonectes Beschin, Busulini & Tessier, 2022 †
- Enoplonotus A. Milne-Edwards, 1860 †
- Neptocarcinus Lőrenthey, 1897 †
- Pseudoachelous Portell & Collins, 2004 †